# Indigastrum argyraeum
Indigastrum argyraeum är en ärtväxtart som först beskrevs av Christian Friedrich Frederik Ecklon och Carl Ludwig Philipp Zeyher, och fick sitt nu gällande namn av Brian David Schrire. Indigastrum argyraeum ingår i släktet Indigastrum och familjen ärtväxter. Inga underarter finns listade i Catalogue of Life.